# Liste der Monuments historiques in Musigny
Die Liste der Monuments historiques in Musigny führt die Monuments historiques in der französischen Gemeinde Musigny auf.

## Liste der Objekte
| Bezeichnung                | Beschreibung                                           | Standort                                  | Kennzeichnung | Schutzstatus | Datum | Bild |
| -------------------------- | ------------------------------------------------------ | ----------------------------------------- | ------------- | ------------ | ----- | ---- |
| Skulptur Heiliger Remigius | Marmor, 15. Jahrhundert                                | in der Kirche St-Germain-d’Auxerre (Lage) | PM21001613    | Classé       | 1916  |      |
| Gemälde Christi Geburt     | Ölfarbe auf Leinwand, 17. Jahrhundert                  | in der Kirche St-Germain-d’Auxerre (Lage) | PM21001614    | Classé       | 1979  |      |
| Altarkreuz                 | Silber, 1724/25, Goldschmied Claude Nyault             | in der Kirche St-Germain-d’Auxerre (Lage) | PM21002973    | Classé       | 1999  |      |
| Kasel                      | Seide, bestickt, 1862 von Eugénie de Montijo gestiftet | in der Kirche St-Germain-d’Auxerre (Lage) | PM21003379    | Inscrit      | 1972  |      |